# Joseph-François Lafitau
Joseph-François Lafitau ( francês: [lafito]; 31 de maio de 1681 – 3 de julho de 1746) foi um missionário jesuíta francês, etnólogo e naturalista que trabalhou no Canadá. Ele é mais conhecido pelo uso do método comparativo no campo da antropologia, pela descoberta do ginseng e por seus escritos sobre os nativos norte-americanos iroqueses. Lafitau foi o primeiro dos missionários jesuítas no Canadá a ter um ponto de vista científico. Segundo Francis Parkman: "nenhum dos escritores antigos é tão satisfatório quanto o Lafitau".
É conhecido principalmente pela sua obra Costumes dos índios americanos em comparação com os costumes dos tempos primitivos (1724).

## Vida
Lafitau nasceu em Bordeaux em 31 de maio de 1681 e morreu em 3 de julho de 1746. Embora seu pai fosse um rico comerciante e banqueiro na cidadela do Huguenot protestantismo, a família Lafitau manteve fortes laços católicos. Lafitau teve acesso aos estudos e a oportunidade de aprender línguas como resultado da riqueza e dos recursos de sua família. Ingressou no ministério em Bordeaux aos quinze anos. Após o noviciado, ele estudou retórica e filosofia em Pau entre 1699 e 1701. Depois, ensinou humanidades e retórica em Limoges, Saintes e Pau, antes de retornar aos estudos em Poitiers e La Fleche, de 1706 a 1709. Ele terminou seus estudos em teologia no Colégio Louis-le-Grand, em Paris, no ano de 1710. Foi no ano seguinte, em abril de 1711, que o padre general Tamburini concedeu permissão para ingressar nas reduções do Canadá, onde permaneceu como missionário por quase seis anos.

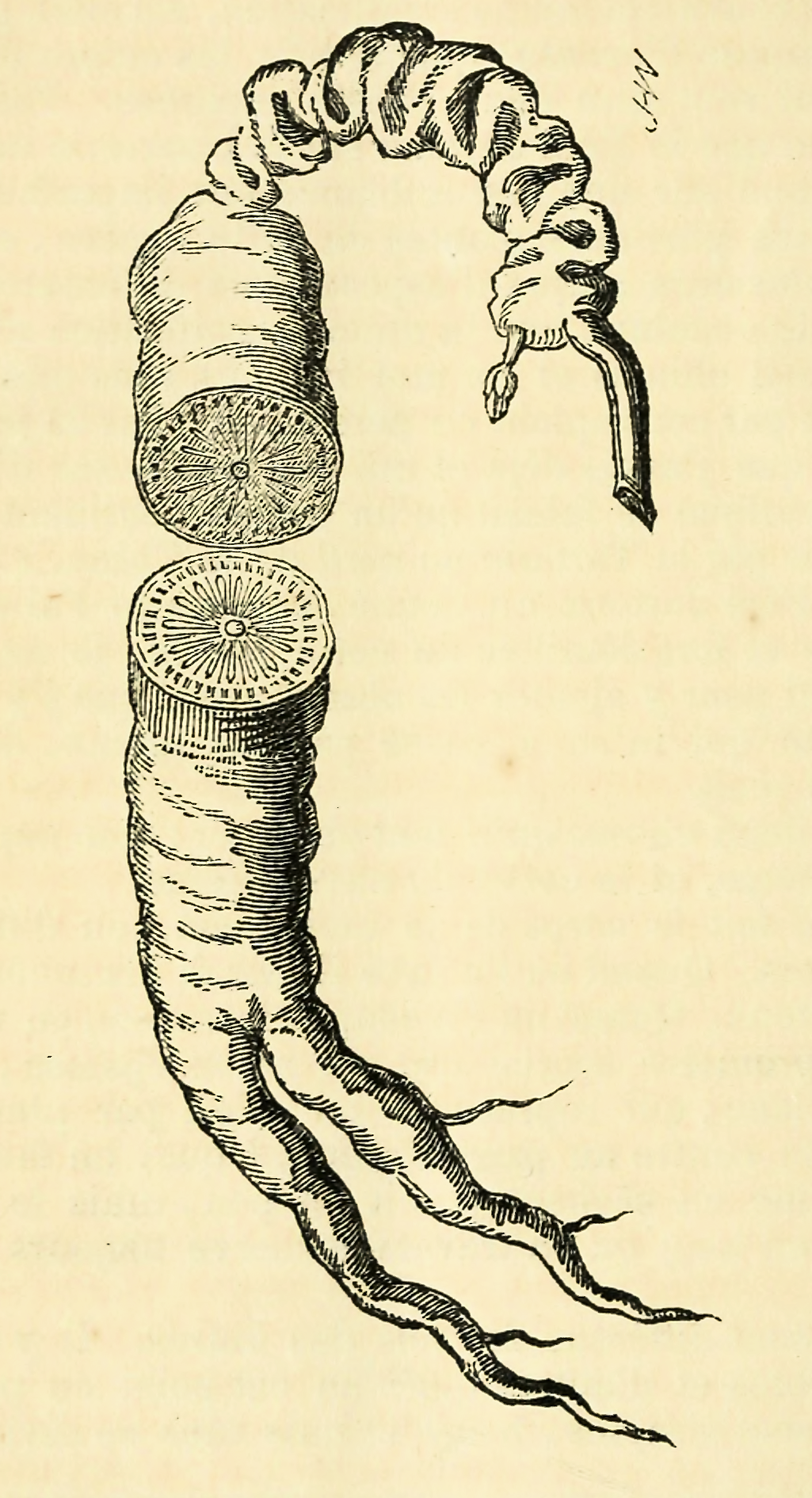
Lafitau descreveu o ginseng crescendo no Canadá, ilustração redesenhada por Walker

Lafitau é mais conhecido por suas importantes descobertas na América do Norte. Uma delas é a descoberta do ginseng nas florestas fronteiras de St. Lawrence. Lafitau sabia da importância medicinal que o produto tinha para os iroqueses, isso o levou a questionar os herbalistas de Mohawk e a entrar em contato com os costumes e práticas dos nativos.
Sua principal obra, escrita em francês, foi publicada pela primeira vez em 1724 em Paris. É intitulada Costumes dos índios americanos em comparação com os costumes dos tempos primitivos (Moeurs des Sauvages Amériquains, Comparados por Moeurs des Premiers Temps). Além de Moeurs des Sauvages Amériquains, Lafitau escreveu outros dois livros: História de João I de Brienne (1727) e História das descobertas e conquistas de Portugal no Novo Mundo (1733). [carece de fontes?]
Lafitau retornou à França em novembro de 1717. O manuscrito para seu trabalho sobre os iroqueses foi submetido e aprovado em Paris no dia 15 de maio de 1722. As ideias e o estilo de escrita de Lafitau foram identificados como característicos da lingüística cartesiana. Suas ideias foram publicadas em uma importante interseção entre o classicismo francês e o novo racionalismo, que favorecia a razão sobre a autoridade e a estabilidade das leis da natureza. A originalidade do trabalho de Lafitau não foi totalmente reconhecida durante sua vida, porque muitas de suas ideias pareciam semelhantes às publicadas por escritores anteriores, mas estudiosos dos séculos posteriores prestaram homenagem à suas contribuições à antropologia sistemática comparativa e evolutiva.

## Metodologia comparativa

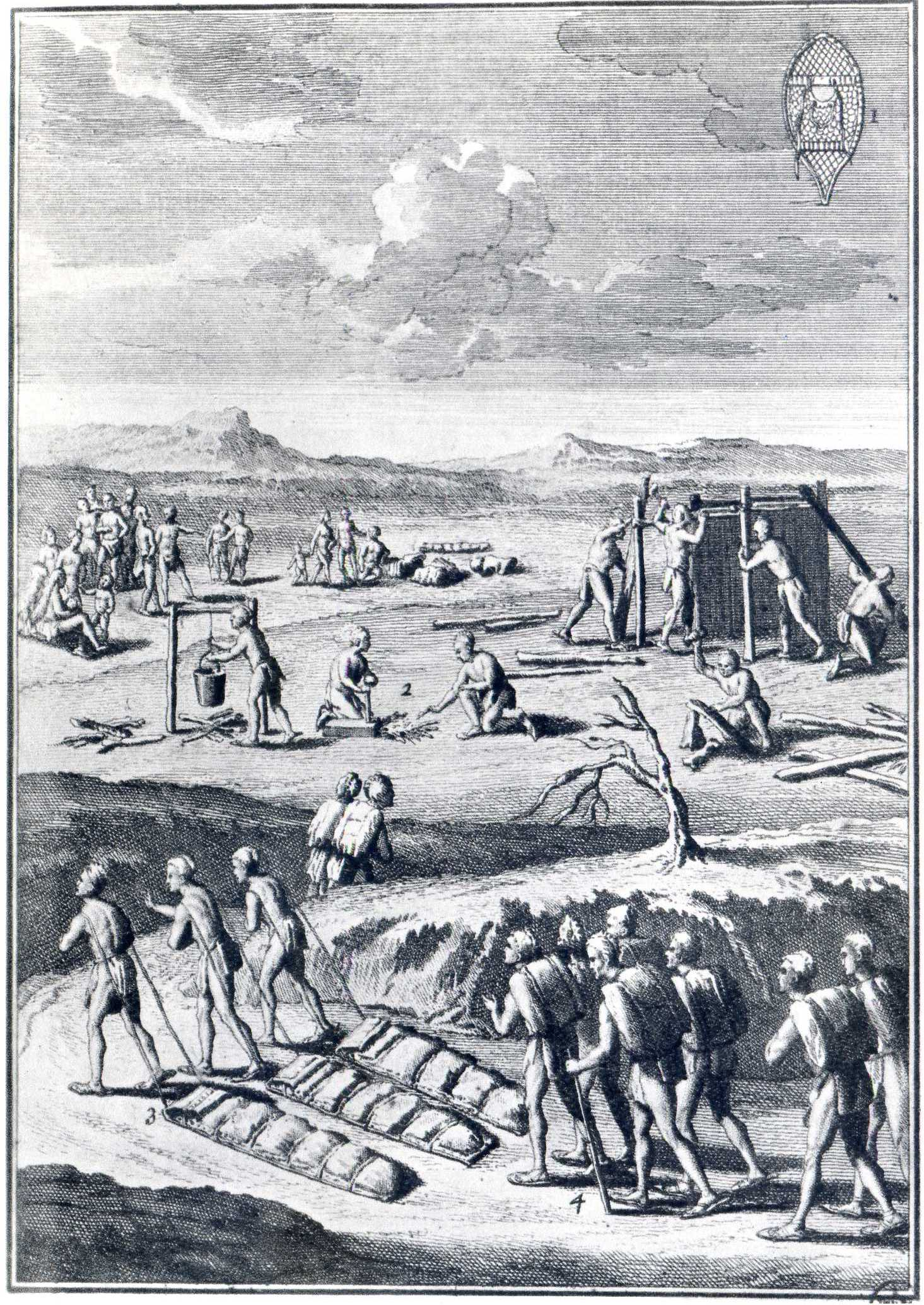
Cotidiano dos índios na Nova França (século XVIII).

Lafitau é considerado o primeiro dos etnógrafos modernos e um precursor da etnologia científica por seu trabalho sobre os iroqueses. Ele desenvolveu um modelo de estudo de povos que envolvia descrever as culturas existentes em seus próprios termos, não em comparação com a sociedade européia. Além disso, distinguiu os traços genéricos e específicos, transformando o "selvagem genérico" em grupos tribais específicos. Ele explicou que "somente a partir de identidades específicas as relações genéticas podem ser inferidas".

### Base teórica
O método comparativo de Lafitau (método de iluminação recíproca) tem bases no seu próprio pressuposto teórico. Para ele, todos os povos foram criados iguais por Deus e receberam um conjunto de princípios morais divinos. Esses princípios foram gradualmente violados devido à pecaminosidade herdada do pecado original. Toda a humanidade, inicialmente, compartilhava de uma religião monoteísta, mas com o tempo as pessoas migraram para as margens das terras, onde perderam contato com os valores e tradições dessa "verdadeira religião" e cultura. Portanto, Lafitau acreditava na "unidade psíquica da humanidade" e na doutrina do monoteísmo primitivo. Lafitau esforçou-se por encontrar traços dessa "verdadeira fé" degenerada, da qual o cristianismo era a forma mais elevada. [carece de fontes?]

### Estágios de desenvolvimento
Lafitau acreditava que todas as culturas mudam ao longo do tempo e que a finalidade seria alcançar um nível de civilidade semelhante ao europeu. Os nativos americanos, segundo ele, estavam em um estágio anterior de desenvolvimento em comparação com os europeus. Eles estavam no mesmo estágio que os povos antigos, portanto, seus costumes podiam ser justapostos com essas civilizações. Essa é a base de seu método. O que diferencia Lafitau de seus antecessores e contemporâneos foi a formulação de seu método de iluminação recíproca. Ao justapor um tipo de comportamento, ou um conjunto de crenças e costumes, àqueles de outras culturas que estão em um mesmo nível de desenvolvimento, suas semelhanças e diferenças revelariam informações sobre ambos. Nas palavras de Lafitau: 
Eu não me limitei apenas a aprender as características dos índios nativos e a me informar sobre seus costumes, que são vestígios da mais remota antiguidade. Li com cautela (as obras) dos primeiros autores que trataram sobre costumes, leis, e os modos dos povos que eles tinham algum conhecimento. Fiz comparações dos costumes de ambos. Eu confesso que, se os autores antigos me deram informações para basear boas conjecturas sobre os índios, os costumes dos indígenas me deram informações de base para entender e explicar mais facilmente muitas coisas nos autores antigos.

### Teologia Simbólica
Segundo Anthony Pagden, Lafitau defendeu a possibilidade de traduzir o comportamento humano, especialmente o religioso, para uma linguagem que ele chamou de "Teologia Simbólica", que explicaria os padrões culturais universais, como casamento, governo e religião. Para conseguir isso, Lafitau enfatizou o relato factual das evidências. Usando observações de campo do "selvagem", ele as comparava com as fontes históricas, sobre os povos da antiguidade. Ao fazer isso, Lafitau se esforçou para revelar um padrão cultural sublinhado; uma cultura humana universal e um sistema humano universal de crença. Em resumo, Lafitau queria estabelecer a "ciência das maneiras e dos costumes".

### Contribuição de Lafitau
Lafitau é lembrado por aplicar o método comparativo com um nível de competência maior do que qualquer um de seus contemporâneos. Através de suas observações de campo, ele foi capaz de criticar os trabalhos de escritores anteriores sobre os povos primitivos. Lafitau usou o método comparativo para demonstrar as semelhanças de costumes, práticas e modos dos norte-americanos nativos com diversos povos de diferentes continentes e séculos.

## Obras Publicadas
A sua principal obra foi publicada em Paris, em 1724:
- Moeurs des Sauvages Amériquains, Comparées aux Moeurs des Premiers Temps

Escreveu ainda outros dois livros:
- Histoire de Jean de Brienne, Roy de Jérusalem et Empereur de Constantinople (1727)

- Histoire des découvertes et conquestes des Portugais dans le Nouveau Monde, 2 Volumes (Paris, 1733) - nesta obra, Lafitau tenta tornar acessível a leitores de língua francesa detalhes de História de explorações e descobrimentos que lhes eram desconhecidos.[17]